# Rue Dejean
La rue Dejean est une voie du 18e arrondissement de Paris, en France.

## Situation et accès
La rue Dejean est une voie publique située dans le 18e arrondissement de Paris. Elle débute au 21, rue des Poissonniers et se termine au 26, rue Poulet.

## Origine du nom
Cette voie est nommée d'après le nom du propriétaire des terrains sur lesquels elle a été ouverte.

## Historique
Cette voie s'appelle initialement rue Charles-Henry. À l'origine, en 1843, elle relie la rue des Poissonniers à la rue Ramey, se trouvant donc un peu plus au nord que son site actuel. Le segment de la rue Dejean (renommée ainsi en 1862) compris entre la rue Ramey et la rue de Clignancourt est rattaché à la rue Custine en 1863 puis la section entre la rue de Clignancourt et la rue des Poissonniers est absorbée par la rue Doudeauville en 1873,,.
Pour être distinguée de la première rue Dejean, une petite rue à proximité, au sud, prend le nom de « rue Neuve-Dejean » puis le nom est raccourci en « rue Dejean » une fois l'ancienne rue Dejean disparue. La dénomination est actée par un arrêté du 10 novembre 1873 et la rue est classée dans la voirie parisienne par un décret du 7 avril 1877.